# Мезмар
Мезмар или мизмар (арап. مزمار al-mizmar) је традиционални групни наступ и плес са песмама и штаповима који се изводи у региону Хиџаз у западној Саудијској Арабији за свечане прилике као што су венчања и национални догађаји.

## Извођење
Изводе га најмање петнаест, а највише сто практичара који врте дугачке штапове (бамбусов штап), ударају у бубњеве и пљескају уз песме које се могу односити на разне теме као што су херојство, захвалност, витештво, љубав и великодушност. У прошлости, ритуал је био повезан са борбом или такмичењем. 
Повезује се са тахтибом који се практикује у Египту и Судану, због њихове сличности.
„Мезмар” је генерички назив за скоро сваки дувачки инструмент у Хиџазу и Асиру, од фруле до двоцевних буса, па се често наводи да није погодан за овај плес јер се у његовом извођењу не користе наведени инструменти.

## Унеско
Године 2016. је мезмар уписан на Унескову листу нематеријалног културног наслеђа као културни израз који представља идентитет заједнице.